# Árpádföld megállóhely
Árpádföld megállóhely (korábban Árpád-telep) egy budapesti HÉV-megállóhely, melyet a MÁV-HÉV Helyiérdekű Vasút Zrt. (MÁV-HÉV) üzemeltet.

## Története
A megállóhelyet 1900. augusztus 28-án nyitották meg a mátyásföldi HÉV-vonal Cinkota – Csömör – Kerepes meghosszabbításával Árpád-telep néven.

## Forgalom
| Járat | Útvonal | Gyakoriság       |
| ----- | --- | ---------------- |
|       | Örs vezér tere – Rákosfalva – Nagyicce – Sashalom – Mátyásföld, repülőtér – Mátyásföld, Imre utca – Mátyásföld alsó – Cinkota – Cinkota alsó – Árpádföld – Szabadságtelep – Csömör | 30-60 percenként |

## Megközelítés budapesti tömegközlekedéssel
- Busz:  31
- Éjszakai busz:  931